# 腓特烈·路德維希 (什勒斯維希-霍爾斯坦-森訥堡-貝克)
腓特烈·路德維希（丹麥語：Frederik Ludvig，1653年4月6日—1728年3月7日），什勒斯維希-霍爾斯坦-森訥堡-貝克公爵，歐登堡王朝的成員。

## 家庭
1685年，腓特烈·路德維希與堂妹路易絲·夏洛特（Louise Charlotte）結婚，兩人共有4子4女：
1. 多蘿西亞（英语：Princess Dorothea of Schleswig-Holstein-Sonderburg-Beck）（1685年—1761年），腓特烈三世的母親
2. 腓特烈·威廉（英语：Frederick William II, Duke of Schleswig-Holstein-Sonderburg-Beck）（1687年—1749年），什勒斯維希-霍爾斯坦-森訥堡-貝克公爵
3. 卡爾·路德維希（英语：Charles Louis, Duke of Schleswig-Holstein-Sonderburg-Beck）（1690年—1774年）
4. 菲利普·威廉（1693年—1729年）
5. 路易絲·阿爾貝汀（1694年—1773年）
6. 彼得·奧古斯特（1697年—1775年），什勒斯維希-霍爾斯坦-森訥堡-貝克公爵
7. 索菲·亨麗埃特（1698年—1768年）
8. 夏洛特（1700年—1785年）